# Cropera
Cropera is een geslacht van vlinders van de familie spinneruilen (Erebidae), uit de onderfamilie Lymantriinae.

## Soorten
- C. celaenogyia Collenette, 1936
- C. confalonierii Berio, 1937
- C. modesta Schaus & Clements, 1893
- C. nigripes (Hampson, 1910)
- C. phaeophlebia Hampson, 1910
- C. phlebilis Hampson, 1905
- C. phlebitis (Hampson, 1905)
- C. sericea (Hampson, 1910)
- C. sericiea Hampson, 1910
- C. sericoptera Collenette, 1932
- C. seydeli (Hering, 1932)
- C. stilpnaroma Hering, 1926
- C. sudanica Strand, 1915
- C. testacea Walker, 1855
- C. unipunctata Wichgraf, 1921
- C. xanthophaes Collenette, 1960